# 矢吹町立矢吹小学校

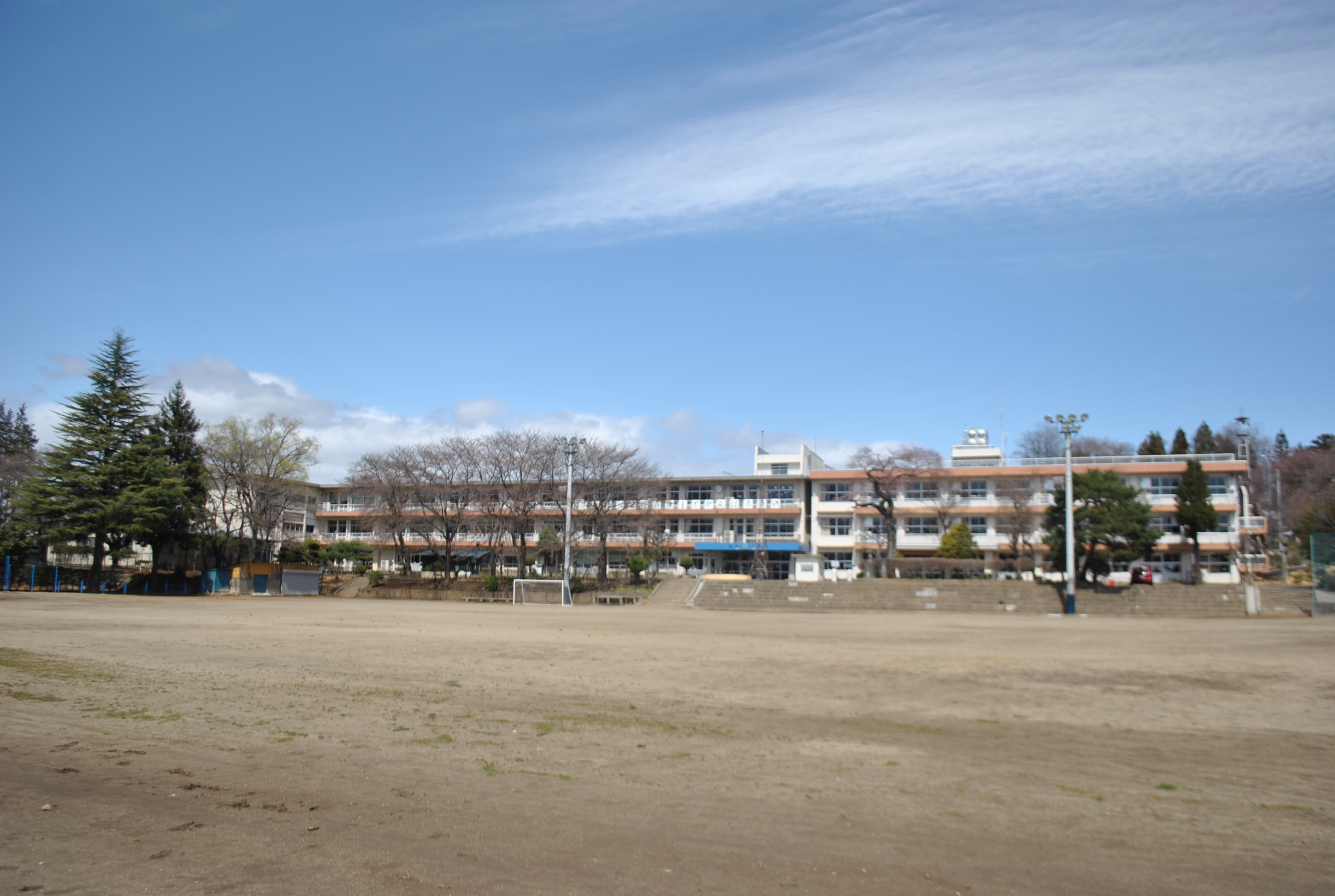
全景

矢吹町立矢吹小学校（やぶきちょうりつ やぶきしょうがっこう）は、福島県西白河郡矢吹町にある公立の小学校である。

## 沿革
- 1873年6月1日 - 大福寺に寺小屋式の矢吹小学校として設立。
- 1887年4月4日 - 矢吹尋常小学校に改称。
- 1901年4月1日 - 現在の場所に移転。
- 1926年11月11日 - 講堂を新築。
- 1929年8月 - 校舎を増築。
- 1941年4月1日 - 国民学校令により、矢吹町国民学校に改称。
- 1947年4月25日 - 学制改革により、矢吹町立矢吹小学校に改名。矢吹中学校を併設する。
- 1948年9月 - 矢吹中学校が、熊谷陸軍飛行学校矢吹分校跡地（現：矢吹町文化センター敷地内）に移転。
- 1953年9月28日 - 校舎を増改築。
- 1956年 - 旧三神小学校の解体残材を再利用して校舎を増築。
- 1965年 - 全国体育優良校として、文部省より表彰を受ける。
- 1969年
  - 4月13日 - 22時頃、火災が発生、11教室及び付属する建物が焼失した。出火原因は不明。その後、旧矢吹中学校の校舎にて授業を継続。
  - 7月31日 - プールが完成。
  - 12月8日 - 鉄筋コンクリートの新校舎落成。
- 1972年 - 矢吹町出身の実業家、小針暦二の寄付により、ロータリー噴水が完成。
- 1981年3月24日 - 善郷小学校の開校により、約半数の生徒が移動。
- 1982年3月10日 - 増築校舎が完成。
- 1989年12月18日 - 新体育館が完成。
- 1991年7月12日 - 新プールが完成。
- 1998年11月26日 - NHK教育テレビ課外授業 ようこそ先輩にて当校が登場。（中畑清　大声でつかみ捕れ!）
- 2011年
  - 3月11日 - 東日本大震災の発生により、校舎西側外部階段付近及び体育館が使用禁止となる。
  - 5月2日 - 福島第一原子力発電所事故の発生に伴い、空中放射線量の測定を開始。
  - 6月～8月 - 放射線量低減のため、校庭の表土除去工事を実施。
- 2012年2月6日 - 空間線量を計測するリアルタイムモニタリングポストを設置。
- 2014年12月 - 大規模改修工事着工。
- 2016年9月 - 大規模改修工事竣工。

## 大規模改修工事
現在の校舎は1969年に建設、その後1982年に増築が行われ、この内、1969年に竣工した部分については2010年に耐震工事を行っているが、建設後30～40年が経過し、老朽化が顕著であった。
また、2011年に発生した東日本大震災では、建物の構造躯体に被害はなかったものの、天井や家具等の2次部材が被災、避難所として活用することはできなかった。
このような状況から、町では、大規模改修を行うこととし、検討を進めてきた。改修にあたっては、教育環境の向上及び防災機能の強化を図ると共に、クリーンで安全なエネルギー利用を推進する目的から、文部科学省が実施するスーパーエコスクール実証事業に応募、審査の結果、2012年5月31日、町の基本計画が正式に採択され、福島県内では初めて事業化された。
2014年12月着工、以降工事が進められていたが、2016年9月に完成した。

## 所在地・交通
福島県西白河郡矢吹町中町100
- JR東日本矢吹駅より約0.8km。
- 東北自動車道・あぶくま高原道路矢吹インターチェンジより約2.7km。

## 著名な出身者
- 中畑清 - 元横浜DeNAベイスターズ監督・名誉町民

※校内に中畑清記念室が設けられている。